# Roberto Tancredi
Roberto Tancredi (né le 30 janvier 1944 à Montecatini Val di Cecina en Toscane) est un footballeur italien (gardien de but) devenu par la suite dirigeant de football.

## Biographie
Il arrive chez les jeunes de la Juventus en 1959 en provenance du GS Solvay di Rosignano, petit club près de Livourne, remportant le titre de champion d'Italie en 1962-1963 avec l'équipe jeunes des bianconeri.
Il signe alors en pro et est immédiatement prêté pour sa première saison à Syracuse en Serie C, où il contribue à sauver le club d'une relégation en 1964-1965. La saison suivante, il est prêté à Potenza en Serie B, pour ensuite retourner en Serie C à la Sambenedettese, où il reste en prêt deux saisons. Durant l'été 1968, il retourne à Turin, où il dispute une première saison en tant que troisième gardien, derrière Roberto Anzolin et Giuliano Sarti. 
La saison suivante, Sarti prend sa retraite, et Tancredi devient numéro deux derrière Anzolin, qui finit par se blesser. Tancredi prend alors sa place et dispute son premier match le 14 septembre 1969 lors d'une victoire 4-1 de la Juventus sur Palerme et, après quelques mois, est confirmé en tant que titulaire, terminant la saison avec 25 matchs joués pour 16 buts encaissés.
En 1970-71, il est à nouveau confirmé titulaire par l'entraîneur Čestmír Vycpálek, mais quitte le club à la fin de la saison, laissant le poste de numéro un bianconero à Pietro Carmignani, et rejoignant Mantoue, toujours en Serie A.
Il termine sa carrière en 1976, après avoir porté les couleurs de Ternana et Brescia en Serie B, puis d'avoir finit à Livourne.

## Palmarès
Juventus
- Coupe des villes de foires :
  - Finaliste : 1970-71.